# Alexander Burnet
Alexander Burnett (lub Burnet) (ur. 1735, zm. 1802) – brytyjski dyplomata.

## Życiorys
Pochodził ze szkockiej rodziny szlacheckiej. Jego ojcem był George Burnet (1714-1780). Alexander był przez kilka lata sekretarzem Andrew Mitchella – ambasadora brytyjskiego w Berlinie. Po śmierci Mitchella był przez dwa lata (1771–1772) chargé d’affaires, choć od czerwca do grudnia 1771 roku ambasadą kierował Robert Gunning (1731-1816).
Powrócił do Szkocji w roku 1772 i osiedlił się w Aberdeen. W roku 1781 poślubił Christian Leslie, z którą miał sześcioro dzieci.